# رفد المحب (المخادر)

تعديل مصدري - تعديل

رفد المحب محلة تابعة لقرية الحبضي، التابعة لعزلة جبل عقد بمديرية المخادر إحدى مديريات محافظة إب في الجمهورية اليمنية، بلغ تعداد سكانها 46 حسب تعداد اليمن لعام 2004.